# Waterloo, New South Wales
Waterloo este o suburbie în Sydney, Australia.